# Ampelisca subbrevicornis
Ampelisca subbrevicornis är en kräftdjursart. Ampelisca subbrevicornis ingår i släktet Ampelisca och familjen Ampeliscidae. Inga underarter finns listade i Catalogue of Life.